# Q
 Ovo je glavno značenje pojma Q. Za registracijsku oznaku Katara pogledajte Q (registracijska oznaka).
 Ovo je glavno značenje pojma Q. Za vrstu u Zvjezdanim stazama pogledajte Q (Zvjezdane staze).
Q je 17. slovo latinske abecede silabičkoga imena kve ili ku. Koristi se i u abecedama romanskih i germanskih jezika (često uz u kao digram qu) kao npr. u engleskom, francuskom ili njemačkom. Znači i:
- {\displaystyle \mathbb {Q} } - oznaka za skup racionalnih brojeva
- kratica u rimskim zapisima za Quintis ili Quintus (Kvint)
- međunarodnu automobilsku oznaku za Katar (Qatar)
- simbol za gvatemalski quetzal
- simbol za označavanje količine električnog naboja
- simbol za skup (logičkih) stanja u teoriji automata
- znak za toplinu

## Povijest
| Protosemitsko kof | Feničko kof | Ranogrčko kopa | Etruščansko Q | Rimsko Q |
| Protosemitsko kof | Feničko kof | Grčko kopa     | Etruščansko Q | Rimsko Q |

1. ↑  Q